# محمد نهاونديان
محمد نهاونديان (من مواليد 2 فبراير 1954)، سياسي واقتصادي إيراني، مدير مكتب الرئيس حسن روحاني منذ 4 أغسطس 2013. شغل منصب رئاسة غرفة التجارة والصناعة والمناجم والزراعة في إيران من 2010 إلى 2012.